# Angels Fall First
Angels Fall First debitantski je album finskog simfonijskog metal sastava Nightwish, izdan u 1997. godine. Izdavač je bio Spinefarm Records. Izdano je samo 500 primjeraka sa samo 7 skladbi. Iako je jedini singl s albuma, "The Carpenter" dosegao mjesto 3. na finskoj top ljestvici sastav nije postao popularan sve do njihovog drugog albuma Oceanborn.

## Popis pjesama
| 1.    | »Elvenpath«                                                                                             | Tuomas Holopainen | 4:40 |
| 2.    | »Beauty and the Beast«                                                                                  | Holopainen        | 6:24 |
| 3.    | »The Carpenter« (jedini singl)                                                                          | Holopainen        | 5:57 |
| 4.    | »Astral Romance«                                                                                        | Holopainen        | 5:12 |
| 5.    | »Angels Fall First«                                                                                     | Holopainen        | 5:34 |
| 6.    | »Tutankhamen«                                                                                           | Holopainen        | 5:31 |
| 7.    | »Nymphomaniac Fantasia«                                                                                 | Holopainen        | 4:47 |
| 8.    | »Know Why the Nightingale Sings«                                                                        | Holopainen        | 4:14 |
| 9.    | »Lappi (Laponija)« (podijeljena u 4 dijela: Erämaajärvi, Witchdrums, This Moment Is Eternity, Etiäinen) | Holopainen        | 9:20 |
| 10.   | »A Return to the Sea« (bonus pjesma)                                                                    | Holopainen        | 5:46 |
| 11.   | »Once Upon a Troubadour« (bonus pjesma)                                                                 | Holopainen        | 5:21 |
| 57:25 | |                   |      |

## Izvođači
- Tarja Turunen – Glavni vokal
- Erno "Emppu" Vuorinen – Gitara
- Tuomas Holopainen – Vokal
- Jukka Nevalainen – Bubnjevi